# Epidapus antegracilis
Epidapus antegracilis är en tvåvingeart som beskrevs av Werner Mohrig och Dimitrova 1993. Epidapus antegracilis ingår i släktet Epidapus och familjen sorgmyggor.
Artens utbredningsområde är Bulgarien. Inga underarter finns listade i Catalogue of Life.